# Понашање паса
Понашање паса је интеракција пса са животном средином, власником и другим псима. Оно се може поделити у неколико група. То могу бити природна псећа понашања, понашања која су пси научили или нису научили, понашања која су резултат емотивних траума и коначно понашања која су резултат болести паса.

## Посматрање понашања паса
Тумачење појединих компоненти понашања и њихово склапање у целину, власнику ће дати увид у карактер одређеног пса. Са друге стране субјективно тумачење понашања животиње довешће до неспоразума и погрешних закључака. Према неким стручњацима  проблеми у понашању паса су сва понашања која сметају власницима. Можда је најреалније дефинисати поремећаје у понашању пса као и сва остала понашања која доводе у питање равнотежу породице-чопора. Та дефиниција обухвата читав низ нормалних понашања, али нежељених, а чисто и патолошких понашања. 
Посматрање говора тела пса је примаран начин да се стекне објективни приказ понашања (овај пас има опуштену вилицу, полуотворена уста, тужан поглед). Често је лоше понашање пса резултат неспоразума између пса и власника.
Комуникација између паса и људи еволуира хиљадама година и подразумева преношење разумљиве информације на релацији пошиљалац - порука - прималац. Она се одвија двосмерно од тренутка када пас уђе у нову средину. Људи користе говорне методе (жива реч) и показне методе (понављање истог покрета руком, главом, телом, неким предметом на који је пас фокусиран). Пси користе гласовне знаке ( цвиљење, режање, лавеж) и говор тела да визуализују своја осећања, намере, став.
Пас преноси свом власнику информације свесним или несвесним гестовима, позама или покретима и изразима лица. Пси у комуникацији говора тела користе уши, реп ,очи ,уста ,дахтање ,опрезан, узбуђен, разигран, тужан, уплашен, доминантан, потчињен, уплашено агресиван, дефанзивно агресиван поглед и израз лица. 
Очи и предео око очију су, према резултатима научних истраживања, еволуирале тако да пси могу да изразе емоције у комуникацији са људима. Нарочито су се развиле групе мишића око очију. Минијатурни мишићи на лицу омогућавају љубимцима да направе тужан поглед, или израз налик радовању, уплашености или љутњи. Студија је показала да „кучећи” поглед припитомљеним животињама даје могућност да се повежу са људима. Поглед са стране при чему се виде беоњаче виде такозвано китово око јавиће се, на пример, када пас чува храну или нешто до чега му је стало.
Зенице када су увећане (стаклено око) упућују на страх, уплашеност.
Уста и положај усана, видљивост зуба, положај вилице и језика директно ће сигнализирати о расположењу пса.
Уши опуштене ,оборене или начуљене указују да је пас миран, покуњен и опрезан или уплашен.
Реп је оно што прво привуче пажњу приликом сусрета са псом. Положај и активност псећег репа може наговестити да је пас раздраган јер маше репом , миран када му је реп опуштен, нервозан и раздражљив када је реп спуштен између ногу или да нешто чува када му је реп укрућен.
Крзно својим изгледом и стањем често може бити јасан показатељ поремећаја у понашању пса. Нагло и неконтролисано лињање указује на стрес или болест, накострешеност сигнализира узбуђеност или спремност пса да одговори на нешто што га чини нервозним.
Дахтање осим што је показатељ да је псу вруће или да је жедан, може сигнализирати и велику нервозу и узнемиреност у одређеној ситуацији. Пси на пример често интензивно дахћу када се шишају.

### Положај тела
Постоје три положаја које пас заузима у зависности од ситуације и реакције коју жели да покаже: нормалан (природан), увећан (накострешена длака, изражен грудни кош, високо постављена глава), смањен (склупчаност, полегање по земљи, оборена глава и уши).
Природан положај када му је опуштено тело, уши и реп, указује на то да је пас срећан, задовољан и смирен. 
Опрезан став пас исказује када заузме усправан положај врата и главе, уши су му наћуљене, усмерене ка напред, чело наборано а длака накострешена у пределу дуж кичменог стуба.
Узбуђење пас најчешће показује када дигне уши и реп а често у таквим ситуацијама и залаје.
Узнемиреност се на псу примећује када је накострешен, труди се да повећа волумен тела и уши су му круто уздигнуте.
Разигран пас ће једноставно доскакутати до власника и изазивати га на игру тако што дигне шапу, спусти предњи део тела а задњи дигне и углавном замаше репом. Неретко пси у раздраганости залају.
Уплашен изглед тела пса је када се скупи, приљубљује уз земљу а реп повија између ногу и сви мишићи на телу су му укочени. Често је видљиво дрхтање целог тела.
Доминантан став је очигледан када је пас пун самопоуздања, високо уздигнутог чела, „лабудовог врата” и уздигнутих ушију.
Потиштеност ће пас такође показати одређеним положајем тела. То може бити активан и пасиван вид понашања.
Активан пас се труди да изгледа што мање, спуштеног је тела, припија се уз земљу, реп повија између ногу и гледа у страну. Неки пси се чак преврћу на леђа показујући тако потпуно предавање и понизност, док ће се штенци, често, неконтролисано помокрити. Пасивну потиштеност пас исказује тако што лежи, безвољан је, скрива поглед.
Агресивност код паса може бити изазвана различитим потицајима па је тако различит и одговор псећег тела на њих.
Уплашено агресиван пас показује зубе, режи, хоће да угризе и побегне.
Офанзивно агресиван пас напада, костреши се и труди се да изглед већи, самопоуздан је, уздигнуте главе ,реп и уши су му оштро уздигнути, накострешен је и шкљоца вилицама.
Дефанзивно агресиван пас се склања, повлачи уназад, уши су му оборене ка напред, дигнут реп, откривени зуби, режи лаје и накострешен је.
Смирујући сигнал испољава се када је пас спреман за стварање нових пријатељстава са другим псом или са људима
Смирујући сигнали су: окретање главе у страну, окретање на леђа, лизање носа, укочен став, нормалан ход и покрети, позив на игру, седећи положај, лежећи положај, зевање.
Доминација је изражена код свих паса и испољава се када пас процени да може ситуацију да окрене у своју корист. Постоје изразито доминантни пси (мужјаци и женке без разлике)који неће презати од покушаја да се наметну чак и снажнијем и већем. С обзиром да доминација произилази из односа две јединке исте врсте, где се силом (агресијом) покушава успостављање првенства коришћења хране или територије и првенства у процесу удварања и парења.
За изразито доминантне јединке користи се израз алфа. Алфа мужјак или алфа женка увек намећу своје право на првенство, често агресивно наступају у односу на нове псе и у сукобима излазе најчешће као победници. Доминантни пси и свог власника посматрају као део чопора и поставиће се заштитнички према њему, што може изазвати низ проблема приликом шетњи и дружења са другим псима. Довољна је намера другог пса да приђе клупи или месту на ком власник стоји па да избије туча између паса. 
Власник мора на време да препозна ову црту у карактеру свог љубимца и наметне се као доминантнији.

## Комуникација човека и пса
Пси су друштвена бића и они се изузетно труде да успоставе комуникациону везу са другим псима, власником и околином. Власник мора научити да препозна различите сигнале које му пас шаље, а истовремено мора пса научити да препозна одређене сигнале (команде) на основу којих ће пас моћи да одреагује очекивано. Власник може користити вербалне и невербалне сигнале али они морају бити континуирани и усклађени. Неусклађеност вербалне и невербалне комуникације од стране човека доводи до забуне код пса. Пас се овој комуникацији учи од првог момента. И сваки научени знак (симбол) биће узрок неког понашања.
Иза појаве сваког понашања стоји неки „знак” за то понашање (визуелни-аудитивни -вербални).
Ти сигнали могу се изговарати или могу бити покрет неког дела тела или то може бити звучни сигнал дат пиштаљком, пљескањем рукама и сл.
Сигнал постаје окидач за одређено понашање. Команда је визуелни или звучни знак након којег следи извршење команде код већ наученог понашања.

## Поремећаји у понашању паса
Постоји низ особина које пас једноставно наследи или су, што је још вероватније, једноставно природна одлика свих паса. Уз интервенцију власника, пас може усвојити свако понашање како би однос са власником окренуо у своју корист и у том смислу, може се рећи да је понашање о коме је реч прилагодљиво. Све док нешто не поремети његову способност да обради информације прикупљене у својој средини, пас је у стању да пронађе прилагодљиве одговоре. Све док неко понашање изгледа као прилагодљиво, чак и ако је непријатно за држаоца, убрајаће се у нормална. Све поремећаје у понашању пса можемо поделити на природне поремећаје, поремећаје настале у процесу учења током одрастања, затим поремећаје настале услед различитих физичких и емотивних траума кроз које је пас прошао у животу и на крају група поремећаја у понашању пса који су везани за појаву неке болести.

### Природни поремећаји у понашању пса
Наравно да власнику може бити непријатно што његов пас често лаје, скаче на људе када му се обрате, њушка измет по пољани или међуножја других паса али такве ствари су једноставно природно понашање паса и део су њиховог генетског кода. Репресивно је и покушати да се такве ствари насилно сузбију у понашању пса.
На пример, када пас скочи на познату особу он то чини с намером да му полиже лице што је пристојно понашање у свету паса, он жели да покаже весеље и своју љубав. Због тога је окрутно физички га кажњавати за такво понашање, али му треба показати да нас такво понашање љути, односно окренути се од њега и отићи. 
Лајање може бити делом генетска одлика, а делом стечена, научена особина. Неке расе паса лају више а неке мање, такође уколико се количина лајања толико увећа да постане неиздржљива власник и пас морају потражити помоћ стручњака. Правилним радом лајање се може смањити али не и анулирати јер сваки пас понекад залаје и будући власници морају тога бити свесни приликом куповине пса.
Мириси и њушкање су за псе један од кључних видова тумачења околине и ситуације у којој се налазе. Псима је чуло мириса најизоштреније и на њега се највише ослањају током живота. Власник једноставно мора да прихвати ту особину свог љубимца и не сме га у томе спречавати како му не би нарушавао квалитет живота и тиме изазвао трауме које могу довести до дубљих поремећаја у понашању.
Склоност да лови домаће животиње биће велика непријатност за власника. Пас је ловац, генетски предодређен да насрће на веома различите врсте плена, од миша до папкара средње величине, чак и већих ако је пас део чопора а чопор довољно бројан. Агресивност при хватању плена најчешће изазивају три врсте домаћих животиња: мачка, живина и овце. Мачка је потенцијални плен који раздражује скоро све псе, чак и оне који живе у кући и мирно деле простор са мачком. 
Различити су покушаји да се изађе на крај с таквим понашањима, али је мало њих стварно делотворно и употребљиво. 
Копрографија је конзумирање измета, понашање које власницима паса изузетно тешко пада. Конзумирање измета биљоједа (коњска и говеђа балега) нормално је код паса, и уобичајено је код штенета млађег од 6 месеци. У та два случаја, може се увек покушати са санкционисањем таквог понашања, али ти васпитни подухвати углавном не успевају: пас и даље пада у искушење да конзумира измет. У случају да одрастао пас конзумира сопствени измет, неопходно је одмах консултовати ветеринара зато што такво понашање указује на хронични панкреатитис, егзокрина инсуфицијенција панкреаса, или је копрографија у том случају последица патолошког поремећаја у понашању (синдром лишавања, депресија услед одвајања).

### Поремећаји услед наученог или ненаученог
Ови поремећаји су тесно у вези са начином на који се власник понаша према псу од тренутка када он ступи у његов живот. Много тога што човек сматра пристојним у понашању пса он може научити свог љубимца. Да иде на повоцу мирно и у корак са власником, да се одазива на позив, да се врати на позив, да седне, крене, стане, легне па и да да шапу, ствари су које за пса немају много смисла али ће их научити уз упорно залагање свог власника, како би успоставио добар однос са њим. У супротном човек ће непријатна понашања свог пса сматрати за поремећај. 
Склоност ка бежању или навика пса да одлута на краћи или дужи период од свог власника је склоност стечена у најранијем узрасту. У природном окружењу, за време адолесценције, штене често бива одгурнуто од своје мајке коју у томе подржава доминантни мужјак, најчешће његов отац. То наводи младога пса да живи на најзабаченијем делу територије чопора или да потражи своје место у другим групама где би могао да доспе у повољнији хијерархијски положај.
Управо тако и у свету који деле пси и људи, анализом односа власника са псима званим „бегунци”, примећује се да су у питању или пси које њихови власници нису интегрисали у породични живот (дворишни пси, они који непрекидно бораве у боксу или кућици за псе), или пси изузетно везани за породицу које је долазак новорођенчета (или било која друга промена у породичној групи) потиснула у нижи ранг. Пас тада тежи да напусти породични посед, најпре на краћи период, а касније на све дуже време. Ако сретне друге псе или људе који га добро прихватају и нуде му, на тај начин, повољнији хијерархијски статус, пас се више неће вратити. Окидач наравно може бити сексуална фрустрација, а јавља се код паса који у примарној породици имају недефинисани статус. Овај поремећај може се уз упорност и низ различитих мера поправити.

## Патолошки поремећаји у понашању паса
Ово је свакако најкомпликованија група поремећаја у понашању јер је повезана уз емоције које код пса проузрокују неко атипично понашање а којима је најчешћи узрок деловање или не деловање самог власника. Такве проблеме у понашању потребно је решавати у ширем контексту јер они често захтевају помоћ стручног лица, упознавање са псећом психологијом, трагање за дубљим узроком проблема, промену понашања власника према псу, промене у дому власника, промену прехране или начина храњења пса и сл. 
Овакве промене може изазвати било које трауматично искуство које резултира болом као што је посета ветеринару, туча са другим псима, физичко злостављање од стране власника, занемаривање, напуштање итд. Најчешћи поремећаји из ове групе су страх, анксиозност, стрес, претерана агресивност, 

### Социјализација и страх
Социјализација је постепено стварање позитивних искустава и навикавање паса на нове ствари (храна, додир, игра, повезивање са повоцем, шетња, саобраћај, петарде, кишобран).Не треба нагло излагати пса новим стварима јер то може да буде контрапродуктивно и код пса ствари аверзију. Рана и темељна социјализација је врло важан услов за одрастање и срећан живот кућног љубимца. Позитивна искуства током првих месеци живота у различитим новим ситуацијама, са новим људима и животињама, пресудна су за остваривање поверења и сигурности. Пас који није излаган позитивним новим искуствима, вероватно ће постати пас који се плаши готово свега новог, а такви пси могу патити од повишеног нивоа анксиозности коју ће изазвати све непознато. Неадекватно социјализовани пси често немају довољно развијене механизме да се носе са стресним ситуацијама, па реагују одбрамбено на нове стимулусе. Неретко такав пас своју нелагоду маскира претераном неустрашивошћу, а тада, из страха, може и да нападне.
Три основне фазе у развоју штенета су: 
1.Неонатални период траје до треће недеље живота када је утицај мајке најизраженији. Тада код штенета долази до прелазног отварања очију, а код малих женки се развија материца.
2.Период социјализације је од треће до 12/14 недеље живота штенета и тада наступа навикавање на звукове, мирисе, додире, укусе. Изоштравају се чула и развија се моторика штенета.
3.Адолесцентни период почиње од трећег месеца и траје до напуњене прве године живота. У том периоду штене највише учи из своје непосредне околине.
Социјализација се одвија у неколико фаза. Од 3 до 8 недеље штене истражује околину, ос 7 до 8 недеље престаје да сиса и почиње да тражи храну у околини, такође обележава територију урином. Од 12 недеље штене је довољно одрасло да може да крене са основном обуком. У том периоду долази до развијања социјалне интелигенције код паса. Тада ће се формирати његов став према околини, природним и другим појавама, пријатним и непријатним искуствима. Свака грешка коју власник направи у том периоду сазревања пса касније се може манифестовати као мањи или већи проблем.

### Развој социјалне интелигенције
Са њом се започиње у адолесцентном периоду одрастања пса. 
Тада је важно код пса развити прихватање других паса и људи изван чланова породице. Потребно је младог пса излагати што различитијим подлогама и условима околине (различити звуци, бука, мириси, кретање кола, људи у униформама и сл.) Рад на псећем бонтону део је неге пса јер лепо васпитан пас неће имати проблем са својом околином па ће самим тим бити минимализоване могућности да доживи стресну и трауматичну епизоду.

### Страх и анксиозност
Страх је нормални, емотивни одговор на неку опасност и неопходан је за преживљављање у природним условима. Ако се пас боји нечега зато што нема искуства, на пример човека са метлом у руци, што је у вези са недовољном социјализацијом, тај страх је природан одговор на непознату ситуацију и релативно брзо га је могуће научити да нема разлога за страх. Ако је пас имао лоша искуства, онда је такав страх стваран и дубок и тај проблем најчешће није могуће решити. Уколико су емоције повезане с генетиком (код неких пасмина) или епигенетиком (настали лошим гајењем), тада је проблем делимично решив.
Код паса се могу развити фобије, прекомеран и неоправдан трајни страх од грмљавине, петарди, звука мотора аутобуса, гласних повика. Већина страхова се развија од 12-36 месеци. Страх од непознатог ствара се  од 8-10 месеци
Симптоми и типови страха су:
- благи страх (спуштен реп, дрхтање, скривање, повлачење)

- паника (покушај бега, напетост, класични знаци нервне узнемирености)

- анксиозност (самоповређивање)

### Узроци анксиозности
Као и код људи код паса се анксиозност јавља у виду узнемирености, напетости и стрепње. Она не мора бити везана за конкретан објекат, особу или појаву. Пас наслућује да ће се нешто лоше десити због чега почиње да се понаша ирационално. Ово стање може бити краткотрајно и дуготрајно. Један од симптома анксиозности је када пас гризе шапе.
Узроци анксиозности могу бити:
- било које болно стање
- старост
- инфективне болести
- тровање
- негативно искуство
- мањак искуства

Анксиозност се дијагностикује онда када нема физичких узрока за псеће понашање. Физички здрав пас који се неприлагођено понаша сигурно је да има синдром претераног страха или анксиозност и на основу тога треба га лечити.

### Терапија за страх и анксиозност
Патолошки поремећаји у понашању паса свакако се лече и могу се делимично или потпуно излечити. Терапија за анксиозност и страх код паса укључује:
- Бихејвиоралне модификације

- Додатке храни (триптофен)

- Анксиотике

- прслуке против страха

Честа је такозвана сепарациона анксиозност која настаје након смрти власника, или напуштања од стране власника.  
Симптоми ове анксиозности су често и неконтролисано мокрење, лајање, завијање, грижење сопствених екстрема, дрхтање
Страх од самоће лечи се пре свега поновним удомљавањем, стицањем поверења код пса, давањем посластице и награда.
Музика на пример може бити део терапије, јер се сматра да слушање Баха позитивно утиче на промену стања пса. Понашање власника свакако је најважнији део овакве терапије. Власник мора променити у свом понашању оно што је довело до поремећаја у понашању пса.

## Стрес код паса
Стрес је скуп реакција организма на факторе у окружењу, при чему организам усмерава енергију на суочавање са опасним или екстремним ситуацијама. Стрес је нормална реакција организма чија је сврха самоодржање, али у колико дође до претераног излагања стресом то ће довести до нарушавања равнотеже у организму. То можемо дефинисати као скуп физичких, хемијских или емотивних надражаја из околине, који код животиња једнако као и код људи изазивају неадекватну адаптацију и узрокују физиолошку тензију, која ће се временом развити у поремећај.
Три су главна хормона стреса :
адреналин
норадреналин
кортизол
Адреналин је неуротрансмитер услед кога расте напетост, крвни притисак, шећер у крви и телесна температура, убрзава се дисање, зауставља пробава, шире се зенице и дисајни путеви. Он је први који се излучује приликом стреса а ове биохемијске реакције доводе организам у стање појачане активности, те припремају животињу на борбу или бежање. Предуго излагање стресу, страху или шоку има негативне последице на организам, као што је исцрпљеност и болест.
Кортизол ће, у колико је непрекидно повишен у организму, ослабити имунитет. Такође утиче на појаву болести дигестивног система, попут чирева на желуцу и хроничних пролива, па након дужег времена може изазвати оштећене надбубрежне жлезде. Временом ће утицати на смањење репродуктивних нагона (жеља за парењем) што је видљиво код животиња држаних у зоолошким вртовима. Коначно утиче и на промене у понашању, нарочито на појаву агресије.
Фазе стрес реакције су:
1. фаза аларма - шок
2. резистенција - отпор
3. исцрпљености - препуштање 

### Узроци стреса
- Директна претња од стране људи или другог пса

- Трзање поводника, кажњавање, форсирање у одређени положај

- Превише очекивања током одгоја и учења

- Превише физичке активности

- Глад и жеђ

- Немогућност обављања физиолошких потреба

- Температура околне средине, врућина или хладноћа

- Бол, болести

- Изражена бука

- Самоћа и изолација

- Предугачак боравак у затвореном или ограђеном простору

- Изненадне промене (путовање, селидба, напуштање)

- Превише узбуђења током игре са људима или псима

- Недостатак простора или времена за одмор

- Трауматична искуства, било да се ради о повредама, болести или грубости власника

- Досада

- Нежељена интеракција са људима или псима

Док акутни стрес може имати позитиван утицај на пса, као нужан за опстанак, преживљавање или борбу, као стимуланс у извршавању задатака који укључују претерану физичку активност животиње, хронични стрес ће увек имати негативан исход.
Хронични стрес углавном ће довести до психосоматских поремећаја код пса.

### Симптоми стреса код паса
- Неспособност пса да се умири , ходање са једног краја на други
- Фокусираност на играчке , лоптице,…на жалост многи такве псе сматрају једноставно хиперактивним
- Претерана реакција на одређене ситуације или догађаје
- Чешање, често погрешно тумачено као алергија
- Грижење, лизање шапа и одређених делова тела, често погрешно тумачење као алергија
- Опадање длаке и перут
- Покушај да се ухвати реп
- Лајање, завијање, цвиљење без јасно видљивог разлога
- Пробавне сметње- пролив или затвор, повраћање, гастритис, анорексија
- Напетост мишића
- Губитак или повећање апетита
- Честа потреба за вршењем нужде
- Алергије-многе су узроковане стресом , док људи сматрају да треба мењати храну
- Наскакивање на ногу власника или другог пса, често потпуно погрешно интерпретирано као доминација
- Знојење (на шапама; влажни отисци на поду или код ветеринара на столу)
- Нервоза
- Агресивно понашање
- Одбијање послушности код уобичајених команди
- Фиксација на светлост или сенке
- Лош квалитет длаке, усред стреса длака постаје лоша, крта, ломљива или масна
- Неугодан задах тела или из уста
- Немогућност концентрације
- Код мужјака протрузија пениса

Стрес код паса може се контролисати и смањити правилном социјализацијом, правилном психофизичком негом и превентивним мерама. Социјализацијом градимо и учвршћујемо њихово самопоуздање. Избегавање ситуација које псима нису баш толико пријатне, попут бављења спортом и разним кинолошким дисциплинама. Код таквих активности важно је знати стати или престати, када препознамо код паса неки од наведених знакова стреса. Награде и пехари не смеју бити изнад добробити пса.
Супротно сопственом уверењу, људи често, на неки начин, форсирају псе да се привикну на за њих неприродан, људски начин живота, на живот у затвореном (станови, куће) и ограниченом простору (боксови, дворишта). Човек мења њихове природне навике и потребе, учимо их понашањима која морају бити у складу са људским правилима, често при томе гушећи њихове природне инстинкте. Да би смањили стрес и лош утицај стреса на псе, власници, држаоци, морају разумети њихово понашање, научити шта покушавају „рећи”, како се осећају и шта желе. Препознати када и да ли им је нешто превише напорно, шта их узбуђује, јесу ли уморни и да ли их можда нешто боли. Оваквим поступањем према псу може се умањити изложеност стресу а то ће умногоме побољшати квалитет и продужити животни век пса.

### Симптоми опуштања
Свака стресна ситуација се заврши смиривањем и опуштањем животиње. Веома је важно препознати такве сигнале и не мешати их са самим стресом. 
- Отресање (ако није мокар али жели нешто скинути са себе)
- Слињење (ако пас није гладан или није вруће)
- Дахтање (ако није вруће)
- Зевање (ако пас није поспан)
- Протезање
- Дизање шапе
- Дрхтање
- Кијање
- “Санкање” (када пас таре задњи део тела о тло, реакција подрепне жлезде)

## Агресија код паса
Појава агресивног понашања код паса може да има различите узроке. За то не постоји расна предиспозиција али може бити део генетике одређеног пса. Узрок агресије може да буде и здравствено стање пса мада је најчешће у питању агресија изазвана неким трауматичним искуством, дугом излагању стресним ситуацијама, лош однос власника и околине према псу. Постоји више врста агресије која се испољава код паса. 
Постоје знаци у понашању пса који упућују на то да се код њега развија агресивност. Знаци упозорења су миран и укрућен став, раширене зенице, режање ,показивање зуба, лавеж, ударац њушком, наскакивање, мали угриз, велики угриз, угриз са трешењем главе. Наравно не јављају се сви сигнали истовремено већ се код пса појављују од блажих ка изразитијим. Прво ће се јавити режање и показивање зуба, и уколико власник ништа не предузме временом ће пас почети и да уједа.
На појаву агресивности утичу још и научено понашање, генетска предиспозиција, недовољна социјализација, бол, умор, чување ресурса и околине и могло би се рећи да је у већини случајева узрок агресије код паса делање или неделање човека.

### 12 врста агресије
- територијална агресија
- матерална или протективна агресија
- научена агресија
- агресија због страха
- агресија из самоодбране
- доминантна агресија
- фрустрирајућа агресија
- преусмерена агресија
- агресија због бола
- сексуална агресија
- предаторска агресија
- агресија у боксу

### Доминантна агресија
Ово је једна од најчешћих агресија које се испољавају код паса, а потиче од жеље за доминацијом. Пси су у својој суштини бића чопора, а људску заједницу којој припадају доживљавају као свој чопор. Природно је да се пад бори да себе постави као вођу, а сваки пут када осети да је његова позиција угрожена може да дође до испољавања агресивности. Истурене груди, поносно држање, високо подигнут реп, контакт очима и режање најчешћи су сигнал да пас брани свој доминантни статус, а уједно на тај начин штити свој животни простор и све над чим се осећа као заштитник а део је тог простора или заједнице. Карактеристично понашање паса код којих је присутан доминантан облик агресије јесте и претерана заштита чланова породице и не дозвољавање да им се било ко приближи.

### Територијална агресија
Код паса чувара често може да се испољи овај тип агресије према људима и животињама које прилазе чуваној територији, а које он доживљава као претњу. Зато су најчешће мете особе које пас не познаје али и чланови породице са којима није у добрим односима. Сигнали овог вида агресије су пас режи и лаје како би обавестио све око себе да је уљез на видику. Таквим псима треба прићи са опрезом, најбоље тек у присуству власника јер је извесно да ће напасти и ујести.

### Матерална агресија
Ово је једна од честих агресија. Она се директно испољава према људима и животињама који желе да приђу куји са штенцима. Керуша се заштитнички понаша према својим младунцима и уколико процени да је живот ње или штенаца угрожен веома често се одлучује за напад. Ова агресија је честа и код куја које имају лажну трудноћу, када оне агресивно чувају место где планирају легло. Треба имати у виду да неће свака куја са штенцима бити агресивна као ни свака куја у лажном терању.

### Научена агресија
Ово је такође често виђена врста агресије за коју су директно одговорни људи. Она се јавља код паса који су учени да агресивно реагују на команду у одређеним ситуацијама у односу на људе, друге животиње или и на једне и на друге у одређеним ситуацијама.

### Сексуална агресија
Можда је једна од најчешћих и јавља се у близини женки које су у терању Интересантно је да у таквим ситуацијама једнако агресивно могу да одреагују и мужјаци који се боре за женку и женке који се нађу у њеној близини. Мирис који око себе шири женка у терању подиже либидо свих полно зрелих животиња које се нађу у њеној близини. 

### Предаторска агресија
Овај тип агресије је урођен, наслеђен од предака и код неких паса нарочито може бити изражен. Псима је у генетском коду потреба да лове и улове плен. Код већине паса она се данас своди на јурење мачака без конкретног даљег деловања. Али поједини пси могу бити изузетно упорни и коначно и сурови када лове и улове мачку. Ова особина се посебно форсира код ловних паса.

### Остали типови агресија код паса
Јављају се још као посесивна при чему пас чува храну, играчке или место за спавање, затим агресија
из страха јер пас имао неко претходно трауматично искуство или се суочава први пут са неком особом или ситуацијом. Преплашен пас се повлачи и не треба му окретати леђа јер постоји вероватноћа да ће да уједе а затим покуша да побегне.
Хијерархијска агресија је борба пса за бољу храну, место за спавање, играчке, узимање зделице за храну. Она је сродна доминантној агресији и на неки начин јој претходи. Фрустрирајућа агресија кад пас не добија оно што жели и покушава до тога да дође на агресиван начин. Агресија пса на повцу јавиће се уколико пса често цимамо током шетњи, скраћујемо му поводац, ускраћујемо му простор да њушка и истражује околину. 
Када нека особа покуша да раздвоји два пса током свађе често ће се десити да буде уједена, јер ће један од паса преусмерити свој бес на ту особу.
Агресија се може испољити због бола. Мора се водити рачуна да се не пипа за болно место када је пас повређен, након евентуалних операција или у след неких болести које изазивају бол. 
Агресија у боксу настаје ако је пас константно затворен у малом простору бокса, недовољно социјализован и самим тим револтиран на решетке. Чим се отворе врата пас ће се смирити и овај тип агресије могуће је кориговати дресуром.
Мењање проблематичног понашања код паса изузетно је сложен и озбиљан задатак. Кажњавање представља лош начин, а уколико се примењује код великих раса може да буде и потенцијално опасно. Технике награде и игнорисања углавном дају најбоље ефекте, а псима нарочито тешко пада ово друго.

### Фактори ризика
Много тога може утицати на развијање константне агресивности код пса. Најчешће је реч о томе да „то псу пролази”. Сматра се да када пас први пут агресивношћу извуче неку добробит наставиће да буде агресиван са тенденцијом да су симптоми агресивности све чешћи и све озбиљнији. Власник увек мора, приликом набавке и раног васпитавања пса проценити факторе ризика као што су:
- величина пса
- старост
- историја угриза
- интензитет реакције
- предвидљивост
- мете
- окидачи
- могућност мотивације

### Кориговање агресивног понашања
У случају потенцијалне агресивности за пса је најважније добро васпитање и квалитетна социјализација у раним фазама одрастања. Ништа не може да замени превентиву јер мењање било каквог проблематичног понашања код паса веома је сложен и тежак процес. Кажњавање никада није решење, а уколико се примењује код великих раса може да буде и потенцијално опасно јер ће пса додатно подстаћи на агресивност. Технике награде и игнорисања углавном дају најбоље резултате, а псима нарочито тешко пада ово друго. Код паса који испољавају било који облик агресивности најбоље решење је помоћ ветеринара или стручњака за понашање паса.

## Поремећаји у понашању услед болести
Постоје проблеми у понашању паса који су повезана са болестима и то су они проблеми у понашању које решава ветеринар се лечењем. За почетак свака врста бола може узроковати агресију, а стрес ствара проблеме са варењем које могу бити узрок другачијег понашања при храњењу. Пас може бити нервозан и реактиван услед свраба који изазивају неке алергије и кожне инфекције. На пример, пас може бити престрашен или агресиван ако не види и/или не чује добро. Хормоналне промене могу бити повезане с агресијом уколико су везане за полне и хормоне тироидне жлезде.. Агресија може бити и нуспојава неких лекова. Било какав губитак чила вида и слуха неизоставно могу бити окидач за агресивност и коначно најгора опција је тумор на мозгу, који неизоставно утиче на понашање пса.

## Лажни симптоми
Овај вид поремећаја у понашању паса велики су проблем у медицинском смислу и разлог неспокојства за држаоце паса. Аутентична болест коју прати кашаљ, храмање, свраб (то су три најчешћа случаја)код власника стварају узнемиреност која ће их навести да реагују на најмању манифестацију слабости код пса. Власник тада пса милује и мази, нежно му тепа и угађа при појави најмање назнаке неког од наведених симптома. Уз одговарајућу терапију коју препише ветеринар болест ће бити решена али врло често након кратког времена неки од симптома појавиће се поново код пса. Овога пута ветеринар неће имати шта да лечи јер ће симптоми бити одглумљени од стране пса, иза њих неће стајати никакав физички проблем. Здрав пас који кашље, храмље или се чеше је пас који жели да одржи статус у заједници који је стекао у тренуцима када је био болестан. Да спава на местима која су му раније била забрањена, да добија храну из тањира власника, да буде мажен када год њему то одговара, што може бити пренапорно. Свако одбијање власника да му изађе у сусрет изазваће навалу кашља, храмања или чешања. Власници често с почетка мењају ветеринара мислећи да је нестручност разлог што њиховом псу не проналази лек за „болест”. Потребно је време да породица тог пса схвати реалну слику његовог новоусвојеног понашања.
Код овог поремећаја поступа се тако што се не обраћа пажња на пса кад он испољава своје лажне симптоме, а награђује се и хвали само када испољава нормално понашање. Уколико власник остане доследан ритуали убрзо нестају, али је битно да се при појави новог патолошког органског обољења заузме неутралан, суздржан став током лечења.